# Alice in Borderland
Alice in Borderland (今際の国のアリス?, Imawa no kuni no Arisu) è un manga scritto e disegnato da Haro Asō, pubblicato in Giappone da Shōgakukan da novembre 2010 a marzo 2015 sulla rivista Shōnen Sunday S e poi da aprile 2015 a marzo 2016 su Weekly Shōnen Sunday.
Il manga è stato adattato in una serie OAV di 3 episodi dal 2014 al 2015 e in una serie televisiva omonima nel 2020.

## Media

### Manga
Alice in Borderland è stato scritto e illustrato da Haro Aso. È stato serializzato sulla rivista Shōnen Sunday S di Shōgakukan dal 25 novembre 2010 al 25 marzo 2015, e successivamente spostato su Weekly Shōnen Sunday l'8 aprile 2015 e terminato il 2 marzo 2016. Shōgakukan ha raccolto i suoi capitoli in diciotto volumi tankōbon pubblicati dal 18 aprile 2011 al 18 aprile 2016.
In Italia è stato pubblicato da Flashbook dal 9 novembre 2013 al 16 febbraio 2017. Nel 2021, la ri-edizione della serie è stata annunciata al Lucca Comics & Games da Edizioni BD e viene pubblicata sotto l'etichetta J-Pop dal 2 marzo 2022.

### Spin-off
Una serie spin-off, intitolata Daiya no King (だいやのきんぐ?, Daiya no Kingu, lett. "Re di Quadri
"), è stata serializzata su Weekly Shōnen Sunday dal 15 ottobre 2014 al 4 febbraio 2015.
Un altro spin-off, intitolato Alice on Border Road (今際の路のアリス?, Imawa no michi no Arisu), scritto da Asō e illustrato da Takayoshi Kuroda, è stato pubblicato sul Monthly Sunday Gene-X di Shōgakukan dal 19 agosto 2015 a 19 febbraio 2018. Shōgakukan ha raccolto i capitoli in otto volumi tankōbon pubblicati dal 18 gennaio 2016 al 19 marzo 2017.
Un'altra serie, dal titolo Alice in Borderland: Retry (今際の国のアリス RETRY?, Imawa no kuni no Arisu Retry), è stata serializzata su Weekly Shōnen Sunday dal 14 ottobre 2020 al 20 gennaio 2021. Shōgakukan ha raccolto i suoi capitoli in due volumi tankōbon pubblicati rispettivamente l'11 dicembre 2020 e il 18 febbraio 2021. In Italia questa serie è stata annunciata al Lucca Comics & Games 2021 da Edizioni BD ed è stata pubblicata sotto l'etichetta J-Pop il 2 agosto 2023 in un volume unico corrispondente ai due originali giapponesi.

#### Volumi

##### Alice in Borderland
| Nº | Data di prima pubblicazione | Data di prima pubblicazione | Data di prima pubblicazione | Data di prima pubblicazione |
| Nº | Giapponese                  | Giapponese                  | Italiano                    | Italiano                    |
| -- | --------------------------- | --------------------------- | --------------------------- | --------------------------- |
| 1  | 18 aprile 2011              | ISBN 978-4-09-122819-2      | 9 novembre 2013             | ISBN 978-88-6169-410-1      |
| 2  | 16 settembre 2011           | ISBN 978-4-09-123269-4      | 21 dicembre 2013            | ISBN 978-88-6169-417-0      |
| 3  | 18 gennaio 2012             | ISBN 978-4-09-123444-5      | 22 febbraio 2014            | ISBN 978-88-6169-434-7      |
| 4  | 18 luglio 2012              | ISBN 978-4-09-123779-8      | 10 maggio 2014              | ISBN 978-88-6169-446-0      |
| 5  | 18 ottobre 2012             | ISBN 978-4-09-123897-9      | 30 giugno 2014              | ISBN 978-88-6169-459-0      |
| 6  | 18 gennaio 2013             | ISBN 978-4-09-124171-9      | 30 settembre 2014           | ISBN 978-88-6169-471-2      |
| 7  | 17 maggio 2013              | ISBN 978-4-09-124304-1      | 20 dicembre 2014            | ISBN 978-88-6169-490-3      |
| 8  | 16 agosto 2013              | ISBN 978-4-09-124363-8      | 31 marzo 2015               | ISBN 978-88-6169-505-4      |
| 9  | 18 dicembre 2013            | ISBN 978-4-09-124514-4      | 30 giugno 2015              | ISBN 978-88-6169-518-4      |
| 10 | 18 marzo 2014               | ISBN 978-4-09-124580-9      | 14 settembre 2015           | ISBN 978-88-6169-539-9      |
| 11 | 18 giugno 2014              | ISBN 978-4-09-124667-7      | 26 dicembre 2015            | ISBN 978-88-6169-554-2      |
| 12 | 17 ottobre 2014             | ISBN 978-4-09-125308-8      | 29 febbraio 2016            | ISBN 978-88-6169-562-7      |
| 13 | 18 dicembre 2014            | ISBN 978-4-09-125416-0      | 30 aprile 2016              | ISBN 978-88-6169-572-6      |
| 14 | 18 febbraio 2015            | ISBN 978-4-09-125560-0      | 4 luglio 2016               | ISBN 978-88-6169-583-2      |
| 15 | 18 maggio 2015              | ISBN 978-4-09-125837-3      | 13 agosto 2016              | ISBN 978-88-6169-587-0      |
| 16 | 18 settembre 2015           | ISBN 978-4-09-126206-6      | 22 ottobre 2016             | ISBN 978-88-6169-589-4      |
| 17 | 18 gennaio 2016             | ISBN 978-4-09-126698-9      | 16 dicembre 2016            | ISBN 978-88-6169-604-4      |
| 18 | 18 aprile 2016              | ISBN 978-4-09-127097-9      | 16 febbraio 2017            | ISBN 978-88-6169-609-9      |

##### Alice on Border Road
| Nº | Data di prima pubblicazione | Data di prima pubblicazione | Data di prima pubblicazione |
| Nº | Giapponese                  | Giapponese                  |                             |
| -- | --------------------------- | --------------------------- | --------------------------- |
| 1  | 18 gennaio 2016             | ISBN 978-4-09-157431-2      |                             |
| 2  | 18 aprile 2016              | ISBN 978-4-09-157444-2      |                             |
| 3  | 19 agosto 2016              | ISBN 978-4-09-157457-2      |                             |
| 4  | 19 gennaio 2017             | ISBN 978-4-09-157471-8      |                             |
| 5  | 19 giugno 2017              | ISBN 978-4-09-157488-6      |                             |
| 6  | 17 novembre 2017            | ISBN 978-4-09-157505-0      |                             |
| 7  | 19 gennaio 2018             | ISBN 978-4-09-157510-4      |                             |
| 8  | 19 marzo 2018               | ISBN 978-4-09-157516-6      |                             |

##### Alice in Borderland: Retry
| Nº | Data di prima pubblicazione | Data di prima pubblicazione | Data di prima pubblicazione | Data di prima pubblicazione |
| Nº | Giapponese                  | Giapponese                  | Italiano                    | Italiano                    |
| -- | --------------------------- | --------------------------- | --------------------------- | --------------------------- |
| 1  | 11 dicembre 2020            | ISBN 978-4-09-850365-0      | 2 agosto 2023               | ISBN 978-88-349-2139-5      |
| 2  | 18 febbraio 2021            | ISBN 978-4-09-850388-9      | 2 agosto 2023               | ISBN 978-88-349-2139-5      |

### OAV
Il manga originale è stato adattato in una serie OAV di tre episodi prodotta da Silver Link e Connect e diretta da Hideki Tachibana. Il primo episodio è stato abbinato all'edizione limitata del 12° volume del manga uscito il 17 ottobre 2014. Il secondo episodio è stato allegato all'edizione limitata del 13° volume del manga pubblicato il 18 dicembre 2014. Il terzo e ultimo episodio invece è stato reso disponibile assieme all'edizione limitata del 14° volume del manga reso disponibile il 18 febbraio 2015.

#### Episodi
| Nº | Titolo italiano (traduzione letterale) Giapponese 「Kanji」 - Rōmaji | Prima edizione   | Prima edizione |
| Nº | Titolo italiano (traduzione letterale) Giapponese 「Kanji」 - Rōmaji | Giapponese       |                |
| 1  | Tre di fiori 「くらぶのさん」 - Kurabu no san                        | 17 ottobre 2014  |                |
| 2  | Cinque di picche 「すぺえどのご」 - Supeedo no go                    | 18 dicembre 2014 |                |
| 3  | Sette di cuori 「はあとのなな」 - Haato no nana                      | 18 febbraio 2015 |                |

### Live-action
Una serie live-action di 8 episodi, prodotta da Robot Communications, distribuita da Netflix e diretta da Shinsuke Sato, è stata presentata in anteprima il 10 dicembre 2020 in oltre 190 Paesi in tutto il mondo contemporaneamente. Ha come protagonisti Kento Yamazaki nel ruolo di Ryōhei Arisu e Tao Tsuchiya nei panni di Yuzuha Usagi. Il 24 dicembre 2020 è stata annunciata una seconda stagione, andata in onda, con i suoi 8 episodi il 22 dicembre 2022 sulla piattaforma di streaming Netflix.

## Accoglienza
A marzo 2016, il manga aveva 1,3 milioni di copie in circolazione. Il volume 11 ha raggiunto il 48º posto nella classifica settimanale dei manga Oricon e, al 22 giugno 2014, ha venduto 21 496 copie.